# 阿拉斯加州議會大廈
阿拉斯加州議會大廈是美國阿拉斯加州州議會及州政府所在地，位於州府朱諾。

## 歷史
在1911年時，美國國會為當時的阿拉斯加地區核定了興建該地區政府大廈的經費，但是由於第一次世界大戰的暴發，整個興建計畫被擱置了下來 ，而整個計畫在戰爭結束後加上當地人民的捐款才在1929年9月18日開始動工。這棟大樓在1931年二月十四日完工，在完工時被稱為聯邦暨地區政府大樓（Federal and Territorial Building）。此棟大樓是由美國財政部的建築師以裝飾藝術風格所設計。
起先此棟大樓的主要使用者是美國聯邦政府、聯邦法院、以及一個郵局。當阿拉斯加於1959年變成了美國的州之一之後，阿拉斯加州政府便以此棟建築物作為其州政府大樓。在2004年時，朱諾州府建築計劃委員會發起了一個設計新的州府大樓的競賽，但是由於絕大多數的設計都是過於詭異的新潮設計，這個計劃便在2005年時因缺乏州府支持以及經費來源困難下被無限期擱置。

## 外觀與內部設計
此棟大樓總共有六層樓高，建築本體是鋼筋水泥所建成並在外部以磚頭鋪陳，一二樓大廳的牆壁則是以印地安納石灰石為主。在入口處的門廊有著四根以來自威尔士亲王岛的大理石所製成的柱子支撐著。阿拉斯加州府大樓與眾不同的地方是它並不像其他州府大樓一樣有著一個圓頂或是大片的景觀花園，其外觀看起來就像是一棟平凡無奇的辦公大樓。
在其門口有著一個由聯邦政府於1950年送給每一個州政府的自由鐘複製品。在其大廳內掛有代表該州特徵獵捕及漁業的壁畫，例如《Harvest of the Land》以及《Harvest of the Sea》，其他壁畫還包括阿拉斯加原住民以及民權運動領袖伊丽莎白·佩拉特罗维奇。
一樓都是州政府的各個機關辦公室。二樓則是阿拉斯加州參議院及阿拉斯加州眾議院所在地。該層樓亦展示著早期朱諾的攝影師勞德·溫特及派西·龐德的作品以及阿拉斯加州的最初兩名國會參議員的畫像。三樓是州長及副州長的辦公室。三樓行政部門辦公室的大門是由黑樺木所製成，其門上有著關於阿拉斯加州各個產業的手工雕塑。除了辦公室之外，此樓層另有一個掛有自領地時代開始至今的歷任州長及副州長玉像的「州長長廊」。四樓及五樓則是許多議會委員會的辦公室。

## 外部連結
- Alaska Legislature Home Page: Alaska's Capitol
- Dept. of Community and Economic Development - Our State Capitol Building